# Багрилци
Багрилци (болг. Багрилци) — село в Болгарии. Находится в Кырджалийской области, входит в общину Крумовград. Население составляет 80 человек.

## Политическая ситуация
В местном кметстве Багрилци, в состав которого входит Багрилци, должность кмета (старосты) исполняет Сабри Юсеин Дауд (Движение за права и свободы (ДПС)) по результатам выборов.
Кмет (мэр) общины Крумовград — Себихан Керим Мехмед (Движение за права и свободы (ДПС)) по результатам выборов.